# Mia: Sanningen om Gömda
Mia: sanningen om Gömda är en bok av journalisten och bloggaren Monica Antonsson. Den kom ut 2008. Boken blev uppmärksammad och nominerades till en guldspade.
Boken handlar om Liza Marklunds och Mia Erikssons bok Gömda: en sann historia, som Antonsson visar inte är en sann historia. Boken debatterades bland annat i SVT:s Debatt med Janne Josefsson.
Den intensiva mediedebatten kom att handla om vad som var sanning och lögn och var gränsen går mellan dokumentär och roman. Den kom även att handla om hur redaktionerna hanterade anklagelserna mot Liza Marklund, en upphöjd kollega med stort kontaktnät, och kom även att bli en kamp mellan traditionella medier och bloggande gräsrötter och beskrevs som en bloggbävning.